# Marcelo Benítez Martínez
Marcelo Benítez Martínez (nacido el 6 de septiembre de 1956) es un eclesiástico católico paraguayo. Se desempeña como primer obispo de la Diócesis de Caazapá.

## Biografía
Marcelo Benítez Martínez, nació en Santa María distrito de General Morínigo, departamento de Caazapá. Hizo profesión solemne de votos religiosos en la Orden del los Frailes Menores el 12 de abril de 1993 y ha sido ordenado sacerdote el 9 de abril de 1994.
Entró en el Seminario Mayor Franciscano "Fray Luis Bolaños" en Lambaré y estudió en el Instituto Humanístico y Filosófico de los Jesuitas, dependiente de la Universidad Católica "Nuestra Señora de la Asunción". Obtuvo la Licenciatura en Teología en el año 1993. Como religioso de la orden franciscana ha prestado varios servicios en la Casa de Formación de la Custodia "Fray Luis de Bolaños" desde 1991 hasta 1996 y desde 2001 hasta 2003. Fue Custodio Provincial de la Custodia "Fray Luis Bolaños" (2003 - 2009), Asistente de la Orden Franciscana Secular (2015 - 2018).
Desde el 2019 es Vicario de la Provincia de la Asunción de la Santísima Virgen del Río de la Plata, que comprende Argentina y Paraguay. Luego de la orden presbiteral, ejerció su ministerio desempeñando los siguientes cargos: Vicario parroquial y luego Párroco de la Parroquia "Sagrado Corazón de Jesús" de Villarrica. (1994 - 2000); Vicario parroquial y luego Párroco de la Parroquia "Nuestra Señora de la Asunción" de Villarrica (2002 - 2003 y luego 2018 - 2019), Párroco de la Parroquia "San Francisco de Asís" de Asunción (2020 - 2022); Vicario cooperador de la Parroquia "Nuestra Señora de la Asunción" de Villarrica (2003). Es ordenado como primer Obispo de la Diócesis de Caazapá el 10 de mayo de 2025.

## Episcopologio
- Marcelo Benítez Martínez, O.F.M., desde el 22 de marzo de 2025